# Heilige Maagd Mariakerk (Romsée)

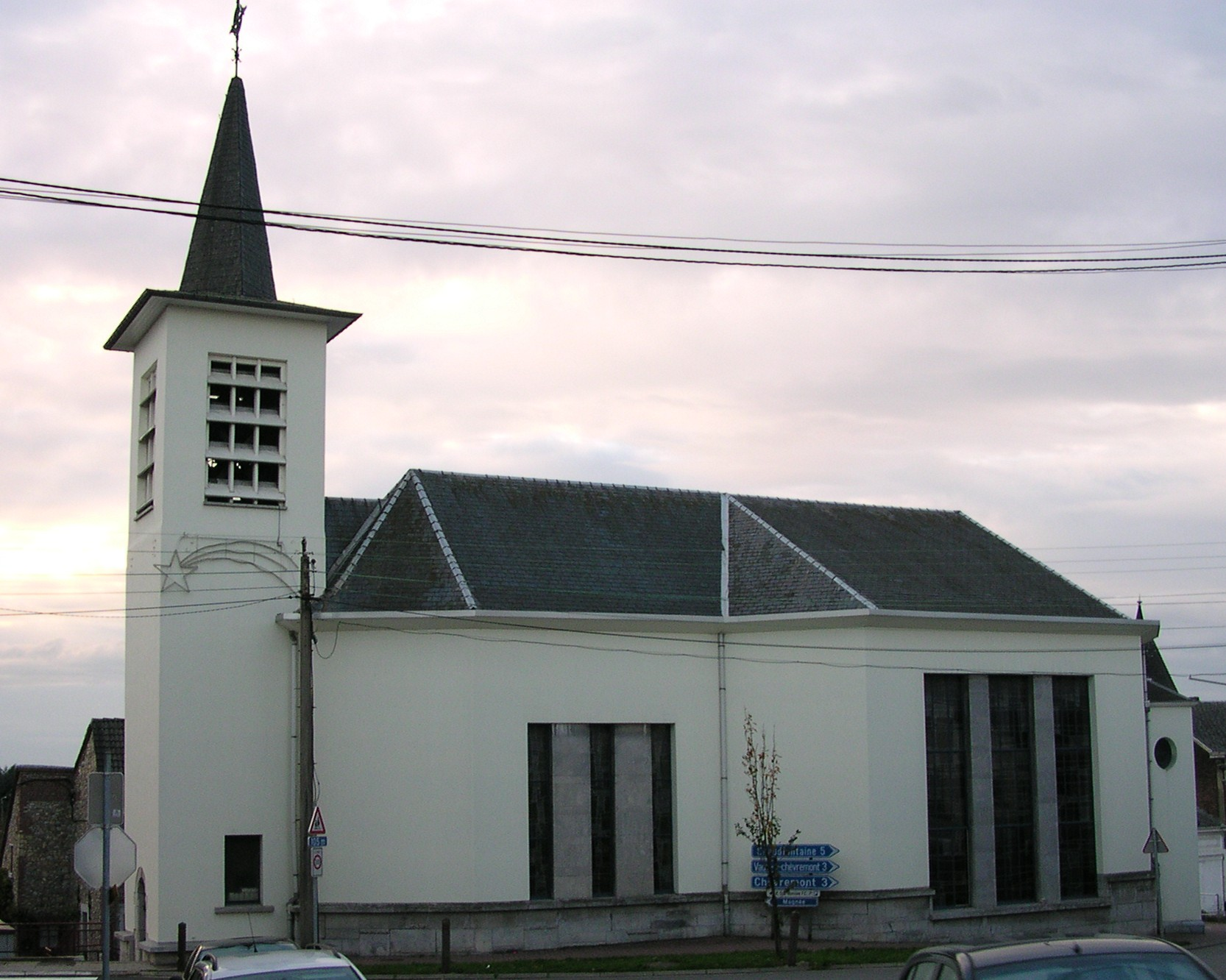
Heilige Maagd Mariakerk

De Heilige Maagd Mariakerk (Frans: Église de la Sainte-Vierge-Marie) is de parochiekerk van het tot de Belgische gemeente Fléron behorende dorp Romsée, gelegen aan de Place Hector Denis.
Op deze plaats stond vroeger een kapel, gewijd aan Goedele van Brussel (Sainte-Gode). In 1825 kwam op deze plaats een kerkgebouw, gewijd aan Onze-Lieve-Vrouw, naar ontwerp van Jean Nicolas Chevron. Dit kerkgebouw werd in 1960 sterk gewijzigd. De bakstenen kerk werd wit geschilderd. Er werden glas-in-loodramen aangebracht die ontworpen werden door André Blanck en abstracte voorstellingen tonen. Het interieur werd grotendeels gemoderniseerd.
De kerk heeft een aan het koor vastgebouwde toren die van einde 18e eeuw dateert.

## Interieur
De kerk bezit een beeld van Sint-Goedele uit de 2e helft van de 17e eeuw, uitgevoerd in gepolychromeerd hout. Ook is er een 17e-eeuws houten kruisbeeld.